# La Gripe (banda)
La Gripe es un grupo de rock procedente de Bilbao, España. Formado en el 2002 por el deseo de Juantxu Olano y Jesús García de seguir tocando tras la disolución de su anterior banda, Platero y Tú. La banda se completó con su amigo Txema Olabarri y Aitor Aizpuru Gatxet. De esta manera se instaura la primera formación de La Gripe como cuarteto clásico de rock and roll. 
Tras algún cambio, la banda queda finalmente consolidada como un trío formado por Txema, Juantxu y Jesús.
Desde el comienzo, la banda se ha caracterizado por tener un directo potente y emplear una fórmula clásica del rock and roll, crudo y directo, en estado puro.

## Historia

### Los inicios
La Gripe se formó a finales del verano de 2002, tras la disolución del grupo Platero y Tú, del que formaban parte Juantxu y Jesús. Juantxu necesita seguir tocando y por ello decide contactar con Txema Olabarri para montar algo. Txema era un amigo de la infancia y que formaba también parte de la escena musical de la zona de Bilbao ya que había formado parte de bandas como Arlekín o Sedientos (10 años atrás Sedientos había participado en el disco En directo a todo Gas junto con Platero y Tú y Zer bizio?). A Juantxu y Txema se unirían enseguida Jesús (excompañero de Juantxu en Platero y Tú y que andaba tocando con Los Golfos) y Aitor Gatxet, un guitarrista conocido por el resto de la banda y que había formado parte de bandas míticas del punk bilbaíno: primero en Naste Borraste y más tarde en Zer Bizio?.
En la segunda mitad de 2002 empezarían los ensayos y después tocarían una primera vez bajo el nombre de La Piedra, que era el nombre con el que arrancó la banda. Por cuestiones de disponibilidad de ese nombre como dominio de Internet, finalmente eligen La Gripe y continuarán ya bajo este nombre los ensayos y la consolidación como formación musical.  
En diciembre de ese año, y con la colaboración de Iñaki "Uoho" Antón (el que fuera guitarrista y productor de Platero y Tú, Extremoduro o Inconscientes), graban dos temas en el estudio de Iñaki (La Casa de Iñaki), Veo caer el sol y Mil años, que cuelgan en Internet como carta de presentación para que la gente les vaya conociendo. A partir de ahí se ponen a tocar en todos los sitios de donde les llaman y tienen diferentes bolos y conciertos por toda la geografía nacional.
A principios del 2003 la banda estaría ya en pleno funcionamiento y con su página web creada y operativa. Sus primeras actuaciones del año tendría lugar en el País Vasco, pero lo más destacado a nivel conciertos de ese año sería su participación en 2 festivales: el Viña Rock y el Tintorrock. En el CD que sacaría el Viña Rock para esa edición se contaría con su canción Mil años y en dicho disco aparecerían bandas del panorama nacional como Koma, El Último Ke Zierre, Sôber o Reincidentes. Durante este año, la banda continuaría tocando e irían preparando el que sería su disco de debut, que se empezaría a preparar a finales de año en La Casa de Iñaki de nuevo.

### Empapado en sudor y Animal
En el año 2004 consiguen que Dro les distribuya el disco que habían grabado en el estudio de Iñaki "Uoho" Antón y en octubre de ese año ve la luz Empapado en sudor. El álbum está  compuesto por 11 canciones y tiene una duración de unos 35 minutos. El álbum contaría con 3 colaboraciones de lujo: Roberto Iniesta, que cantaría junto a Txema en el tema Barrancos rocosos, Iñaki "Uoho" Antón, que además de ser productor colaboraría con su guitarra en Empapado en sudor (la canción que da nombre al disco) y Fito Cabrales, el cual colaboraría con su voz en la canción Tu cálido aliento. El primer disco, por tanto, no podría contar con mejores padrinos. 
La canción de Barrancos rocosos fue elegida como sencillo y se grabó un videoclip en el que colaboraría también con su imagen Roberto Iniesta. La canción además sirvió para abrir el álbum de debut. Esta primera canción sigue siendo la más escuchada y conocida de la banda. 
En la canción Tu cálido aliento participarían, de una manera u otra, los 4 exmiembros de Platero y tú: Iñaki, Fito, Juantxu y Jesús. Siendo hasta la fecha la última canción en que han participado juntos los 4.
Tras publicar el disco, continúan tocando lo que resta de año y durante todo 2005 donde les llaman, dando así conciertos por diferentes puntos de la geografía nacional como País Vasco, Castilla y León, Madrid o Andalucía. Además actuarían en 2 importantes festivales como el Extremúsika y el Viñarock. Durante esta gira tocarían el disco íntegro y además el tema Tu pelo rojo de Sedientos.
En diciembre de 2005 la banda anuncia en su web que se meterá en el local a ensayar lo que sería su segundo disco. Durante la primera parte de 2006 perfilan en el local de ensayo las canciones y realizan la grabación en The Rockstudios en Bilbao durante el segundo semestre del año. Mientras tanto, y por motivos personales, Gatxet decide abandonar el tren de La Gripe, al que se sube, con mucha ilusión y energías renovadas, Aitor Larizgoitia (ex Trauma). Este cambio se produce con el nuevo disco a punto de ver la luz.
El segundo disco, que se edita con Dro el 20 de marzo de 2007 y lleva por título Animal. Igual que en el anterior, el disco estará formado por 11 canciones y tendrá una duración de unos 42 minutos. La canción Salir será la elegida como sencillo y se grabará un videoclip en el puerto de Bilbao, confiriendo un aire muy industrial al videoclip. El álbum contarán también con ilustres colaboraciones como la de Poncho K en la canción Como me gusta el vino o las de Dieguillo Garay (ex Extremoduro y ex Cicatriz (banda)) y José Alberto Batiz (ex Fito & Fitipaldis), entre otros. El nivel de colaboraciones de este disco seguía siendo muy alto.
La presentación de Animal se realizaría de manera "oficial" en la FNAC de Bilbao el 25 de abril. Dos días más tarde lo presentarían en Valladolid en un concierto junto a la banda Afónicos perdidos.
En julio de 2007 la banda decide, por diferencias con su compañía discográfica, colgar en descarga directa su último álbum completo en un archivo comprimido mediante un enlace en un comunicado de prensa. El archivo se encuentra alojado en su página oficial.
La banda continuaría con su gira de conciertos presentando este segundo disco, destacando su participación en el ViñaRock de 2008 y como teloneros de Extremoduro en un par de conciertos durante la gira de La Ley Innata en agosto del mismo año. Además se producirá la baja de la banda de Aitor Larizgoitia, que se interesa por un proyecto al margen de La Gripe. Tras este abandono, la banda decide no buscar un nuevo guitarrista y quedarse como trío de manera permanente.

### Larga travesía por el desierto
Tras el lanzamiento de su segundo disco y la gira de presentación, la banda entró en una especie de travesía por el desierto en la que hubo poca actividad y algunas malas noticias.
Durante el año 2009 La Gripe dará unos pocos conciertos y se centran en ensayar y tratar de componer nuevas canciones. A finales de ese mismo año, el 18 de noviembre, crean la página oficial de Facebook de la banda, desde la que han ido informando a sus aficionados de las diferentes noticias y comunicados del grupo.  
Durante el año 2010 tenían la idea de grabar el que sería su tercer disco, aunque esta idea inicial no se pudo llevar a cabo y la grabación se pospuso en el tiempo. El 1 de octubre de ese año tendría lugar el que fue tal vez su concierto más multitudinario en aquella época, tocarían en el festival En Vivo de Getafe, en dicho festival compartirían cartel con Fito & Fitipaldis y con una banda tributo a Platero y tú. 
En agosto de 2011 la banda sufriría un duro golpe cuando les entraron a robar en su local de ensayo, llevándose guitarra, bajo y un portátil. La banda intentó sobreponerse a este golpe y a finales de año estrenaron su cuenta de Twitter, mandando el siguiente mensaje como primer tuit: LA GRIPE, comienza una nueva etapa. Mensaje a priori optimista pero que no trajo demasiada actividad ni nuevas noticias para los seguidos del grupo. 
En enero de 2014 anunciarían un concierto de presentación del futuro disco en el Umore Ona de Bilbao. El concierto celebrado el 24 de enero, traería alguna de las canciones que estaba preparando el grupo para el nuevo disco, pero que tardaría aún unos cuantos años en salir. Durante ese año realizarían diferentes conciertos compartiendo escenario en mucho de ellos con la banda Memoria de Pez, grupo vasco cuyo cantante era Jon Calvo que además formaba parte de Inconscientes (banda) junto a Iñaki "Uoho" Antón.
En los siguientes años la banda iría sobreviviendo y con la idea en mente de sacar un tercer disco que nunca llegaba a publicar. Las razones de esta larga espera para este nuevo disco son varias: Situación de la música en este país, motivos personales, la pandemia del COVID... Respecto a esto último, el grupo escribió el siguiente tuit poco después de declararse el estado de alarma en España: Buenas, ¿cómo va eso humanos?.
Durante este periodo de inactividad destacaría el concierto homenaje a Manuel Gámez "El Pelos" realizado el 10 de enero de 2020. Manu fue bajista de Arlekín y Sedientos, bandas en las que había coincidido con Txema, y fallecería en 2018. Como homenaje a él se organizaría este concierto en el que actuaría La Gripe junto a integrantes de bandas amigas como Sedientos, Zer bicio?, Grotescos o The Flying Rebollos. 

### Tu infierno
El 1 de mayo de 2022, Juantxu publicaría el siguiente mensaje en sus redes: “Hace siete años o más… ya casi ni me acuerdo, empezamos la grabación del tercer disco de La Gripe. Pasadas las complicaciones y las olas pandémicas por fin está a punto de terminarse. Seguimos dando guerra y haciendo ruido.” 
Días después la banda anunciaría la salida a la venta del tan esperado tercer disco que saldría en diferentes formatos: LP y CD. Dicho disco coincidiría además con el 20 aniversario de la banda.
Tras una larga espera para su tercer disco, por fin en la segunda mitad de 2022 publican de manera autoeditada Tu infierno.
El álbum estaría compuesto por 11 canciones (el mismo número que en sus otros 2 discos) y destacarían los temas "Tu infierno", "Adscrito al sofá" y "Cicatrices". 
Dicho disco les da el impulso para realizar diferentes conciertos principalmente en la zona del País Vasco, pero también en lugares como Madrid o La Rioja. En algunos conciertos compartirían cartel con grupos como Los Jacobos o Huracán Rose. El repertorio de esta gira estará compuesto principalmente por las canciones del nuevo disco junto con los clásicos de la banda, pero además interpretarán temas de sus anteriores bandas: Si tú te vas... y El roce de tu cuerpo de Platero y tú y Tu pelo rojo de Sedientos. Aunque esta última canción es ya un "clásico" dentro del repertorio de La Gripe.
Aprovecharon también el lanzamiento del nuevo disco para realizar diferentes entrevistas a modo de promoción y hablando sobre sus planes futuros. Entre dichos planes estaría la realización de un cuarto disco que estarían ya preparando y ensayando durante el año 2023, mientras continúan con los conciertos. 
En julio de 2023 tiene lugar uno de los conciertos más destacados de su trayectoria ya que se celebró en el centro penitenciario de El Dueso en Santoña (Cantabria), al estilo de los conciertos de Rosendo Mercado en la cárcel de Carabanchel o Johnny Cash en la prisión de Folsom. La gira de presentación del álbum finalizará el 29 de septiembre en Bilbao, en el café teatro La Nube. Ese mismo mes, dejaran un mensaje en sus redes sociales hablando sobre sus planes a corto plazo: "No daremos más conciertos hasta el año que viene. Estamos preparando algo especial y cerrando fechas para el 2024, fecha en que celebramos los 22 años de La Gripe y los 20 años de Empapado en sudor". A pesar de ello, si que dieron un último concierto antes de finalizar el año. Fue un concierto especial realizado el 15 de diciembre y que se trataba de un concierto homenaje a las bandas Fito & Fitipaldis, Extremoduro y Platero y Tú, en el cual ellos participaron como grupo invitado especial y colaborando en algunas versiones de Platero y Tú.

### La Gripe y Tú
Tras las buenas sensaciones del último concierto del 2023, en el que tocaron varias canciones de Platero y Tú junto a Fran Malanoche, deciden presentarse como La Gripe y Tú para dar varios conciertos de cara al 2024. Dan el siguiente mensaje en sus redes: "Estamos de fiesta celebración 22 años de La Gripe. No somos una "banda tributo" porque tocamos canciones nuestras... No somos Platero y Tú porque faltan Fito e Iñaki... Somos La Gripe más Fran Malanoche tocando canciones de Platero, la Gripe y lo que se nos ocurra pasándolo bien." 
El primer concierto de 2024 tiene lugar el viernes 9 de febrero en el Azkena de Bilbao, dicho concierto tuvo una expectación muy alta ya se tocaron los "mejores temas" de Platero y Tú y además se llegaron a vender todas las entradas.
Tras algún concierto más, el día 14 de marzo se anuncia una ambiciosa gira titulada "Gira Platero y Tú" que tendrá lugar durante todo 2024 y comienzos de 2025 y les llevará a tocar por todo el territorio nacional, anunciándose conciertos en varias ciudades como Valencia, Murcia, Vigo, Sevilla, Valladolid, Barcelona o Madrid.
Tras varios "Sold Out", la gira volvería a Bilbao los días 28 de febrero y 2 de marzo de 2025 y Juantxu anunciará en redes lo siguiente: "El 28 y 29 de febrero de 1996 se grabaron unos cuantos temas del disco en directo A PELO en el Kafe Antzokia, 29 años después (...) volveremos a grabar el concierto,  para en un futuro sacar un doble disco en directo...".

## Influencias
Entre sus influencias se encuentran bandas como Leño, Extremoduro, Burning, Barricada, Rory Gallagher, AC/DC, Creedence Clearwater Revival o Led Zeppelin.

## Componentes
- Txema Olabarri, Zirito - voz y guitarra, 2002-Actualidad.
- Juantxu Olano, Mongol - bajo, 2002-Actualidad.
- Jesús García, Maguila - batería, 2002-Actualidad.
- Fran Malanoche - voz y guitarra, 2023-Actualidad (formación La Gripe y tú)

### Antiguos miembros
- Aitor Aizpuru, Gatxet - guitarra, 2002-2006.
- Aitor Larizgoitia - guitarra, 2006-2008.

## Discografía

### Álbumes
- Empapado en sudor, DRO, 2004.
- Animal, DRO, 2007.
- Tu infierno, Autoeditado, 2022.

### Videoclips
- Barrancos rocosos, (2004).
- Salir, (2007).
- Tu infierno, (2022).
- Cicatrices (directo), (2023).